# ديبورتيفو فيلانبانكو
نادي ديبورتيفو فيلانبانكو (بالإسبانية: Club Deportivo Filanbanco) هو فريق كرة قدم مقره في جواياكيل ، الإكوادور . تم تأسيسه في عام 1979 من قبل بنك فيلانبانكو ، أحد أكبر البنوك في الإكوادور. تم حل النادي بعد عقد من الزمان من وجوده عندما تنازل عن فريقه لنادي فالديز الرياضي. وشرع فالديز في الحل بعد بضع سنوات. وكان وصيفًا للدوري الإكوادوري في عام 1987.

## لاعبون بارزون
- Perico Mina
- أليكس سيفالوس